# Manu Larcenet
Emmanuel Larcenet, anomenat Manu Larcenet o Larcenet, (Issy-les-Moulineaux, 6 de maig de 1969) és un autor de còmics francès. Del 1994 al 2006 va col·laborar en la revista Fluide Glacial per a la qual va realitzar històries humorístiques. A partir del 2000 els seus àlbums es publiquen a l'editorial Dargaud i particularment Le Combat Ordinaire, àlbum que va obtenir el premi al millor àlbum al Festival del Còmic d'Angulema el 2004 la qual cosa l'ha convertit en un dels principals autors en francès. Viu actualment a Bois-d'Oingt

## Biografia
Manu Larcenet va començar en el món del còmic el 1994, quan fou admès al si de Fluide Glacial. Les seues històries, impregnades de l'absurd, del destrellat i de l'humor paròdic, miren sovint de reüll l'esperit punk i són de la més pura escola Fluide. El 1998 va llançar Bill Baroud, espia que les seues aventures recorden les de Bob Morane, amb menys glamur. A més d'aquesta sèrie, va realitzar per a Fluide entre el 1998 i el 2005 nombroses històries curtes amb el tema d'Els superherois injustament desconeguts, també sobre Robin Hood (La Légende de Robin des Bois), o sobre la jungla que representa el món de l'empresa (Le Guide de la survie en entreprise). Els sis episodis de Minimal, el 2003, marquen una ruptura. A les seues pàgines, que es burlen de diferents intel·lectuals del còmic alternatiu Larcenet esdevé més mordaç i dur. Des de la fi del 2005 al 2006 dibuixa sobre els guions de Lindingre Chez Francisque, que evoca les converses de bar de francesos reaccionaris i racista. El 2006 Larcenet es mostra en desacord amb l'evolució presa per Fluide Glacial i deixa la revista, després d'haver-ne estat un pilar durant 12 anys.
El 1994, Larcenet va crear Les Rêveurs de Rune i va autoeditar amb el seu germà Raôul, un joc de rol paròdic que es desenvolupa en l'univers dels càmpings de segona del sud de França. Del 1997 al 2004 Larcenet continua la seua carrera d'autor conegut pel gran públic col·laborant en Le journal de Spirou, principalment amb Jean-Michel Thiriet (La Vie est courte) i Gaudelette (Pedro le Coati).
A partir del 1997 Larcenet utilitza Les Rêveurs de Rune per a publicar obres més íntimes, vorejant l'experimentació, sota la influència de L'Association i de Lewis Trondheim (amb qui ha col·laborat a la sèrie Donjon), un dels seus pilars. De Dallas Cowboy (1997), Ex Abrupto (2005), utilitzant un traç més descurat, solt i expressiu, Larcenet s'interroga sobre la creació, la mort, o l'obesitat. En el si d'aquesta estructura va publicar el 2006 Critixman obra dirigida contra els lectors de còmics autoproclamats crítics especialitzats, i també en la línia de Minimal, contra les posicions de certs autors que volen ser avantguardistes però resulten ser al capdavall uns pedants.